# 王嘉廉社区医疗中心
王嘉廉社区医疗中心（Charles B. Wang Community Health Center，CBWCHC）成立于1971年，是一家非营利组织和联邦认证的合格医疗中心 医疗中心为社区居民提供初级医疗服务。地址设在曼哈顿下城和皇后区法拉盛，每周7天开放。2016年，医疗中心为52,000多名患者和28万次访问提供服务。医疗中心职员能说流利的官話、粤语、台山话、上海话、福建话、越南语和韩语。医疗中心为所有患者提供服务，不论其语言，文化或支付能力如何。
王嘉廉社区医疗中心由曼哈顿华埠的一群志愿者成立于1971年，服务于纽约市医疗服务不足的华人社区。他们在显利街救主堂捐赠的地点建立了免费诊所。1979年诊所迁至巴士特街89号新址。 现在设有内科、儿科、妇产科、牙科、心理健康、社会服务、健康教育等服务项目。